# Sóc Trăng (tỉnh)
Sóc Trăng là một tỉnh cũ ven biển nằm trong vùng hạ lưu Nam sông Hậu thuộc đồng bằng sông Cửu Long, Việt Nam.

### Sông ngòi

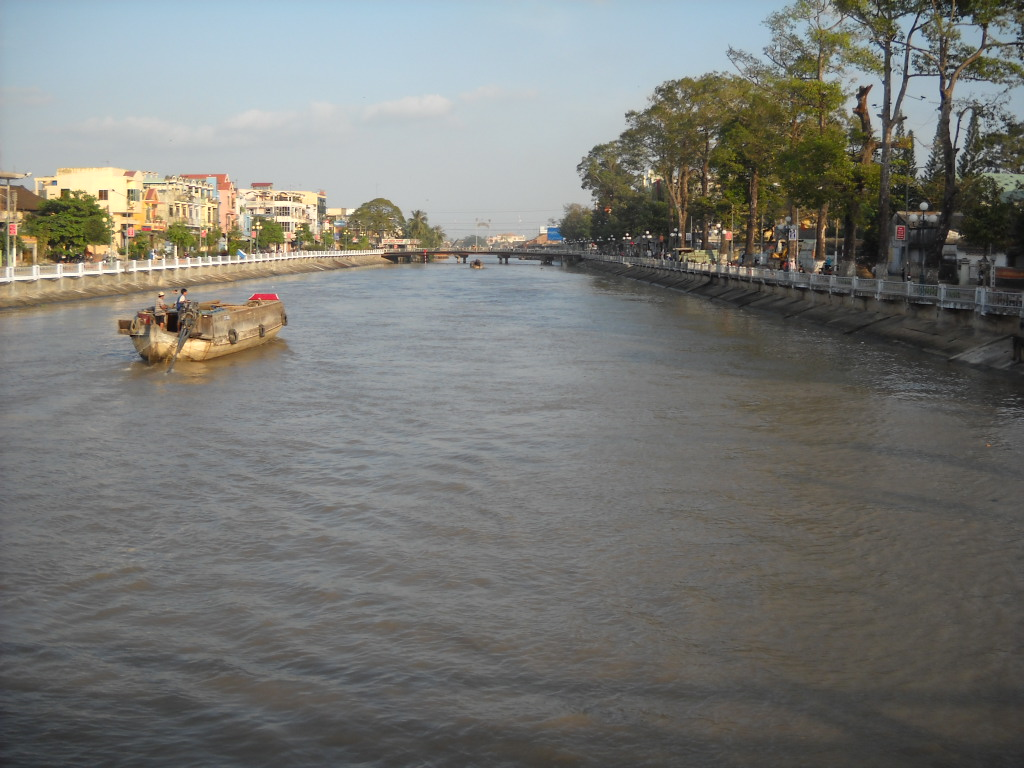
Sông Nguyệt (sông Maspero) thành phố Sóc Trăng

### Thời Pháp thuộc

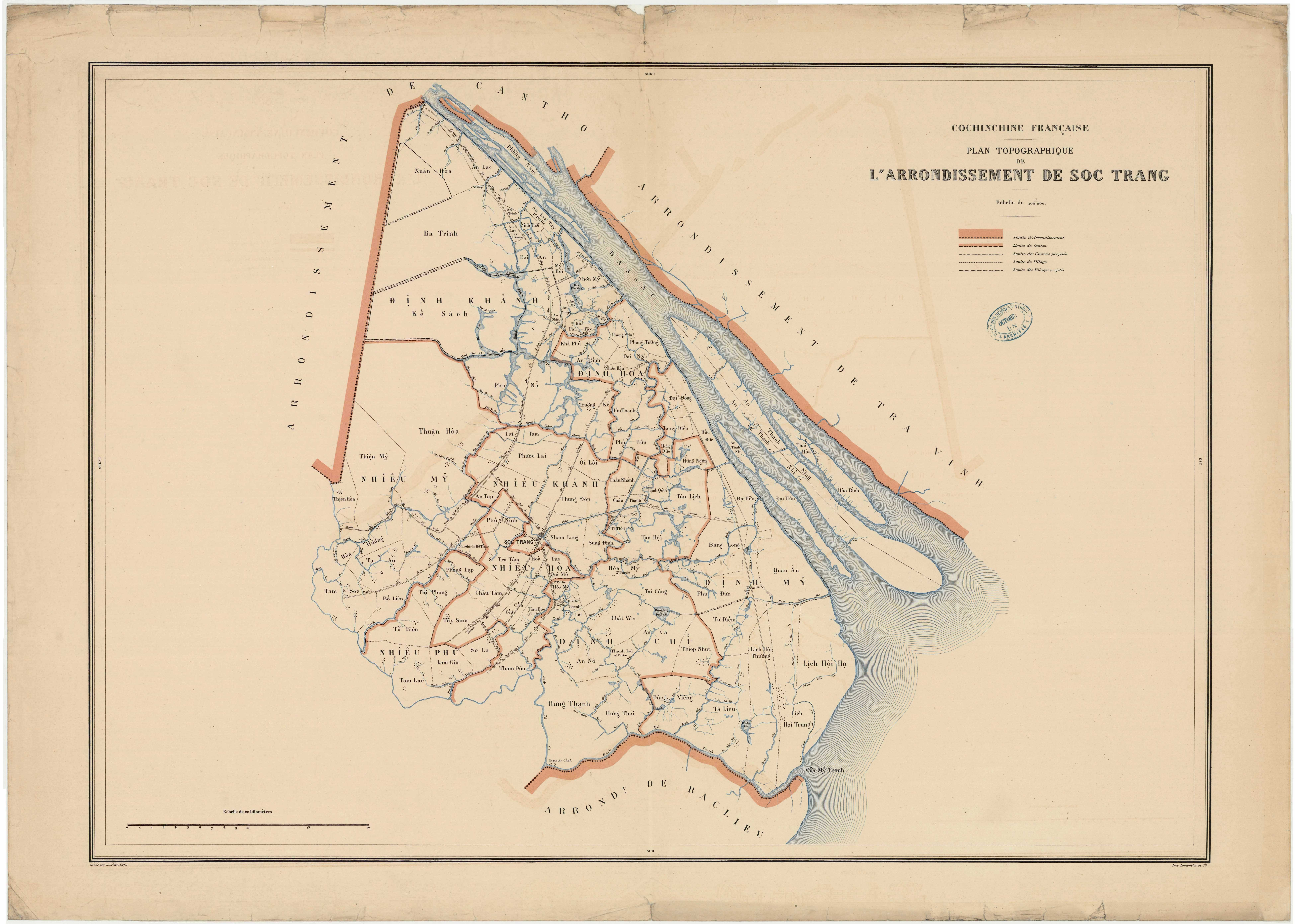
Bản đồ hạt Sóc Trăng năm 1888

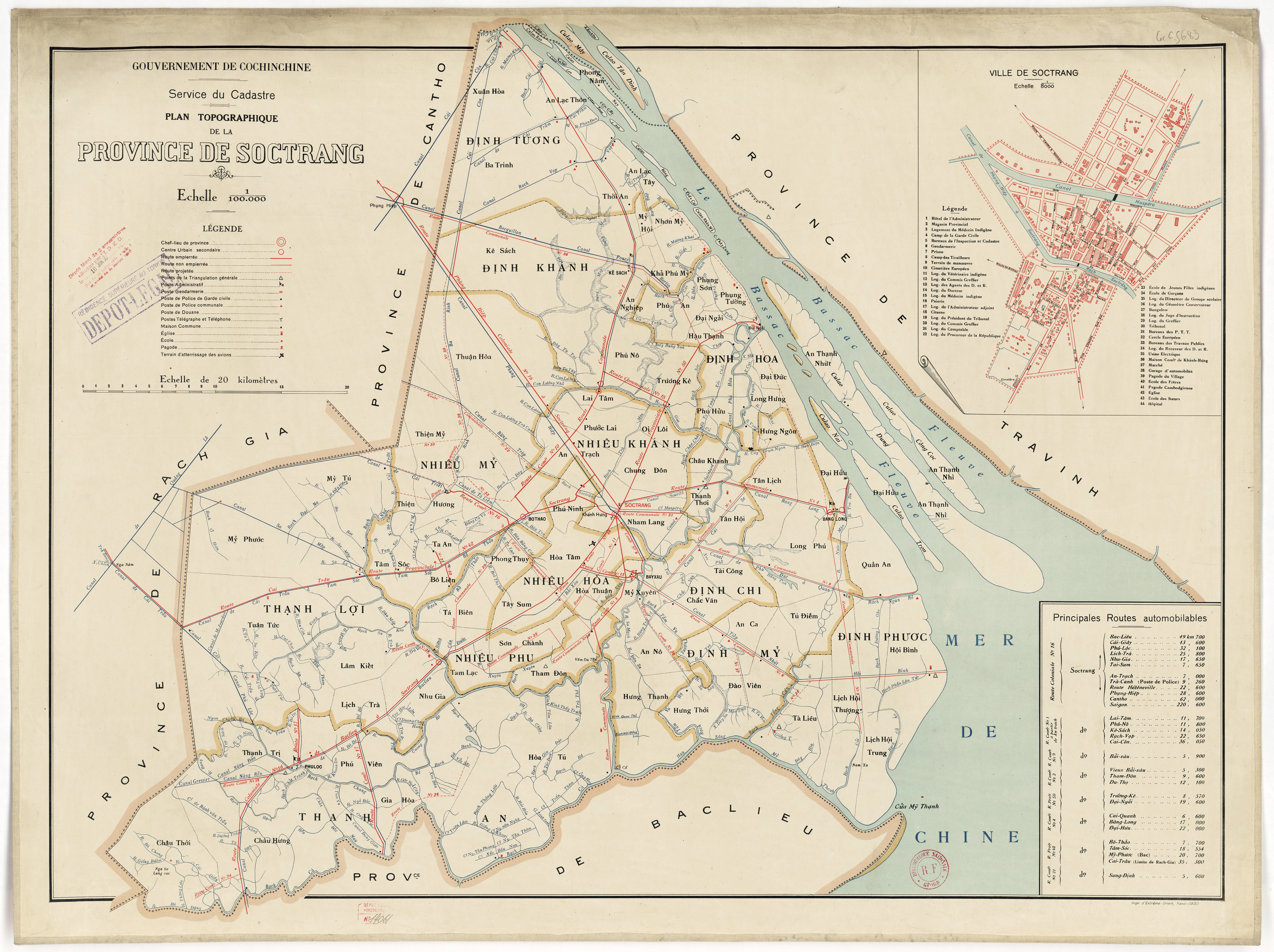
Bản đồ tỉnh Sóc Trăng năm 1930